# 1991年の中日ドラゴンズ
1991年の中日ドラゴンズ（1991ねんのちゅうにちドラゴンズ）では、1991年の中日ドラゴンズにおける動向をまとめる。
この年の中日ドラゴンズは、星野仙一監督の5年目のシーズンである。

## 概要
就任5年目を迎えた星野監督は「もう一度優勝する」と意気込んで広島の長嶋清幸を音重鎮・山田和利との交換で獲得し、さらにシーズン途中にはオリックスの南牟礼豊蔵を川畑泰博で獲得するなど戦力を再編。それ以外では矢野輝弘やスコット・アンダーソンを獲得するなど、落合博満・宇野勝らのベテランと立浪和義・種田仁らの若手を融合させる野球を目指した。
コーチングスタッフには、一軍投手コーチにロッテオリオンズ投手コーチ時代、落合のよき相談相手だった佐藤道郎、一軍内野守備走塁コーチには、阪急ブレーブスOBが多く在籍する中、オリックスを退団した同級生で同期の大橋穣を招聘した。
開幕カードの巨人戦は2連勝で勝ち越したが6月頃までは6月18日の後述のサヨナラホームランを打った彦野利勝が故障離脱するアクシデントもあり、開幕から大型連敗を繰り返した阪神を除いた5球団で首位の入れ替わりが目立つ団子状態から抜け出せないままでいた。7月19日の巨人戦で中村武志の同点満塁ホームランとサヨナラホームランなどで8点差をひっくり返して劇的勝利を収めるなどして勢いに乗り、前半戦を首位で折り返す。8月も15勝11敗と勝ち越して首位の座を守り3年ぶり優勝の声も聞かれていた。ところが、9月1日の広島戦（広島市民球場）に敗れ同一カード3連勝を逃すと、以降は失速。9月10日からのナゴヤ球場での広島戦で3連敗を喫すると首位から陥落し、広島のマジックが点灯した9月24日には星野監督の辞任が発表されると1勝2敗ペースで黒星が増え、優勝をあと一歩の所で逃しシーズンを2位で終えた。投手陣はベテラン小松辰雄と郭源治、若手の今中慎二の奮闘が目立ったが2年連続2ケタ勝利の西本聖が不調だった。打撃陣では新外国人のマーク・ライアル、4番の落合博満、そして彦野に代わって1番に入った立浪が活躍しそれなりの成績を収めた。星野監督の後任にはOBの高木守道が就任した。

## チーム成績

### レギュラーシーズン
|   | 開幕：4/6 | 開幕：4/6 | 5/1 | 5/1          | 6/1 | 6/1          | 7/3 | 7/3      | 8/1 | 8/1        | 9/1 | 9/1        |
| - | --------- | --------- | --- | ------------ | --- | ------------ | --- | -------- | --- | ---------- | --- | ---------- |
| 1 | 遊        | 立浪和義  | 遊  | 立浪和義     | 遊  | 立浪和義     | 遊  | 立浪和義 | 遊  | 立浪和義   | 遊  | 立浪和義   |
| 2 | 二        | 仁村徹    | 二  | 酒井忠晴     | 二  | 種田仁       | 中  | 山口幸司 | 二  | 種田仁     | 二  | 種田仁     |
| 3 | 右        | ライアル  | 右  | 彦野利勝     | 右  | ライアル     | 右  | ライアル | 右  | ライアル   | 右  | ライアル   |
| 4 | 一        | 落合博満  | 一  | 落合博満     | 一  | 落合博満     | 一  | 落合博満 | 一  | 落合博満   | 一  | 落合博満   |
| 5 | 左        | 大豊泰昭  | 左  | 山崎武司     | 三  | 宇野勝       | 左  | 大豊泰昭 | 左  | 大豊泰昭   | 三  | 仁村徹     |
| 6 | 中        | 長嶋清幸  | 三  | 宇野勝       | 左  | 大豊泰昭     | 二  | 仁村徹   | 捕  | 中村武志   | 捕  | 中村武志   |
| 7 | 三        | 宇野勝    | 中  | 長嶋清幸     | 中  | 長嶋清幸     | 三  | 宇野勝   | 三  | 宇野勝     | 左  | 大豊泰昭   |
| 8 | 捕        | 中村武志  | 捕  | 山中潔       | 捕  | 中村武志     | 捕  | 中村武志 | 中  | 南牟礼豊蔵 | 中  | 南牟礼豊蔵 |
| 9 | 投        | 小松辰雄  | 投  | アンダーソン | 投  | アンダーソン | 投  | 今中慎二 | 投  | 今中慎二   | 投  | 小松辰雄   |

| 順位 | 4月終了時 | 4月終了時 | 5月終了時 | 5月終了時 | 6月終了時 | 6月終了時 | 7月終了時 | 7月終了時 | 8月終了時 | 8月終了時 | 9月終了時 | 9月終了時 | 最終成績 | 最終成績 |
| ---- | --------- | --------- | --------- | --------- | --------- | --------- | --------- | --------- | --------- | --------- | --------- | --------- | -------- | -------- |
| 1位  | 大洋      | --        | 広島      | --        | 中日      | --        | 中日      | --        | 中日      | --        | 広島      | --        | 広島     | --       |
| 2位  | 広島      | 1.0       | ヤクルト  | 0.0       | ヤクルト  | 1.5       | ヤクルト  | 1.0       | 広島      | 4.5       | 中日      | 3.0       | 中日     | 3.0      |
| 3位  | ヤクルト  | 1.0       | 中日      | 2.0       | 巨人      | 5.0       | 広島      | 3.5       | ヤクルト  | 6.0       | ヤクルト  | 8.5       | ヤクルト | 7.0      |
| 4位  | 巨人      | 1.0       | 巨人      | 2.0       | 広島      | 6.0       | 巨人      | 5.0       | 巨人      | 6.0       | 巨人      | 9.5       | 巨人     | 8.0      |
| 5位  | 中日      | 1.5       | 大洋      | 2.5       | 大洋      | 12.0      | 大洋      | 13.5      | 大洋      | 16.5      | 大洋      | 13.0      | 大洋     | 10.0     |
| 6位  | 阪神      | 4.5       | 阪神      | 8.5       | 阪神      | 20.5      | 阪神      | 22.0      | 阪神      | 24.0      | 阪神      | 23.0      | 阪神     | 26.0     |

| 順位 | 球団               | 勝 | 敗 | 分 | 勝率 | 差   |
| 1位  | 広島東洋カープ     | 74 | 56 | 2  | .569 | 優勝 |
| 2位  | 中日ドラゴンズ     | 71 | 59 | 1  | .546 | 3.0  |
| 3位  | ヤクルトスワローズ | 67 | 63 | 2  | .515 | 7.0  |
| 4位  | 読売ジャイアンツ   | 66 | 64 | 0  | .508 | 8.0  |
| 5位  | 横浜大洋ホエールズ | 64 | 66 | 1  | .492 | 10.0 |
| 6位  | 阪神タイガース     | 48 | 82 | 0  | .369 | 26.0 |

## 試合結果
| 凡例     | 凡例     | 凡例     | 凡例 |
| 勝利試合 | 敗北試合 | 引き分け | 中止 |
| -------- | -------- | -------- | ---- |

## オールスターゲーム1991
- コーチ

星野仙一
- ファン投票

与田剛
彦野利勝
- 監督推薦

西本聖
中村武志
落合博満

## 出来事
- 6月18日 - 横浜大洋ホエールズ戦（ナゴヤ球場）の10回裏、彦野利勝は横浜大洋の盛田幸妃からサヨナラホームランを打つも、1塁ベースで膝を痛めて転倒、代走に山口幸司が出されてベースを一周した。「本塁打打者に代走」は1969年5月18日に阪急ブレーブス×近鉄バファローズ戦（阪急西宮球場）2回表での近鉄の「ジムタイル」ことジム・ジェンタイル（代走は伊勢孝夫）以来22年1ヶ月振りで、「セ・リーグ」・「サヨナラ本塁打に代走」は史上初。

## 表彰選手
| リーグ・リーダー | リーグ・リーダー | リーグ・リーダー | リーグ・リーダー |
| 選手名           | タイトル         | 成績             | 回数             |
| ---------------- | ---------------- | ---------------- | ---------------- |
| 森田幸一         | 新人王           |                  |                  |
| 落合博満         | 本塁打王         | 37本             | 2年連続5度目     |
| 落合博満         | 最高出塁率       | .473             | 2年連続7度目     |

| ベストナイン       | ベストナイン | ベストナイン |
| 選手名             | ポジション   | 回数         |
| ------------------ | ------------ | ------------ |
| 落合博満           | 一塁手       | 2年連続4度目 |
| ゴールデングラブ賞 |              |              |
| 選出なし           |              |              |

## ドラフト
| 順位 | 選手名       | ポジション | 所属         | 結果 |
| ---- | ------------ | ---------- | ------------ | ---- |
| 1位  | 落合英二     | 投手       | 日本大学     | 入団 |
| 2位  | 佐々木健一   | 投手       | 徳島商業高   | 入団 |
| 3位  | 若林隆信     | 内野手     | 佐賀学園高   | 入団 |
| 4位  | 若林弘泰     | 投手       | 日立製作所   | 入団 |
| 5位  | 井手元健一朗 | 投手       | 四日市工業高 | 入団 |
| 6位  | 佐野心       | 外野手     | いすゞ自動車 | 入団 |
| 7位  | 永川満寿     | 内野手     | 西淀川高     | 入団 |